# Варіант «Зомбі»
«Варіант „Зомбі“» (рос. «Вариант „Зомби“») — російський радянський художній фільм 1985 року режисера Євгена Єгорова.

## Сюжет
У вигаданій африканській країні Лемурія діє група неофашистів на чолі з ультраправим фанатиком доктором Стеннардом (Валерій Івченко). Швидкими темпами виготовляється небувало потужна психотронна зброя, проводяться секретні експерименти над людьми. Злочинну організацію зацікавили психоневрологічні розробки професора Лєснікова (Аристарх Ліванов). Радянського вченого викрадають на міжнародному симпозіумі і доставляють на африканську базу неофашистів.
Стеннард намірився або завербувати Лєснікова, або не відпускати його живим. Тому він цілком відвертий з полоненим. Лєсніков дізнається про швидке створення психотронної установки «Сивіла», що володіє тотальною зомбувальною дією. Експериментальні моделі вже розроблені. Силовик Стеннарда полковник Роджерс (Альгірдас Паулавічюс) демонструє її в дії. Лєсніков стає свідком кривавих безчинств і ритуальних вбивств.
Приспавши пильність охорони, Лєсніков намагається бігти, але спробу припиняє Лючія Джінеллі (Ірена Дубровська) — оперативний агент Стеннарда, що увійшла до нього в довіру. Лєснікова збираються розстріляти, проте в останній момент вирішують зробити «ще гірше для нього» — блокують пам'ять про останні дні і доставляють назад на місце викрадення. Лєсніков приречений на безплідні і хворобливі спроби згадати про пережитий жах, про небезпеку для людства — без можливості що-небудь зробити.
Однак Лєснікову та його друзям вдається отримати шифр пам'яті. Ситуація стає надбанням гласності, план Стеннарда викритий. Але «Сивіла» вже готова до дії. Стеннард віддає наказ включити психотропне випромінювання. Лише влучний артилерійський залп африканських повстанців знищує антилюдську зброю разом з її творцями. Тим часом в Європі взяті під варту спільники Стеннарда, в тому числі зомбована Джінеллі.

## У ролях
- Аристарх Ліванов —  Лєсніков.
- Юрій Гусєв —  Дьомін.
- Валерій Івченко —  Стеннард.
- Ірена Дубровська (в титрах Ірена Кокрятська) —  Лючія Джінеллі.
- Ромуальдас Раманаускас —  Хорнеман. (озвучив Сергій Малишевський)
- Валентинас Масальскіс —  Девідсон. (озвучив Сергій Шакуров)
- Валерій Бабятинський —  Дітц.
- Арніс Ліцитіс —  Лемоньє.
- Е.Керге —  Кюйтіс.
- В.Ланберг —  Торміс.
- Михайло Ножкін —  Сирцов.
- Дмитро Матвєєв —  Ніколаєв.
- Олег Ізмайлов —  Беннет.
- Альгірдас Паулавічюс —  Роджерс. (озвучив Олег Борисов)
- Рейн Коткас —  телекоментатор.

## Знімальна група
- Режисер: Євген Єгоров.
- Сценаристи: В'ячеслав Наумов, Євген Єгоров.
- Оператори:  Михайло Демуров,  Віктор Епштейн.
- Художник: Ірина Калашникова.
- Композитор:  Микола Сидельников.
- Текст і виконання пісень:  Михайло Ножкін.
- Звукорежисер: Володимир Курганський.